# 国道53号

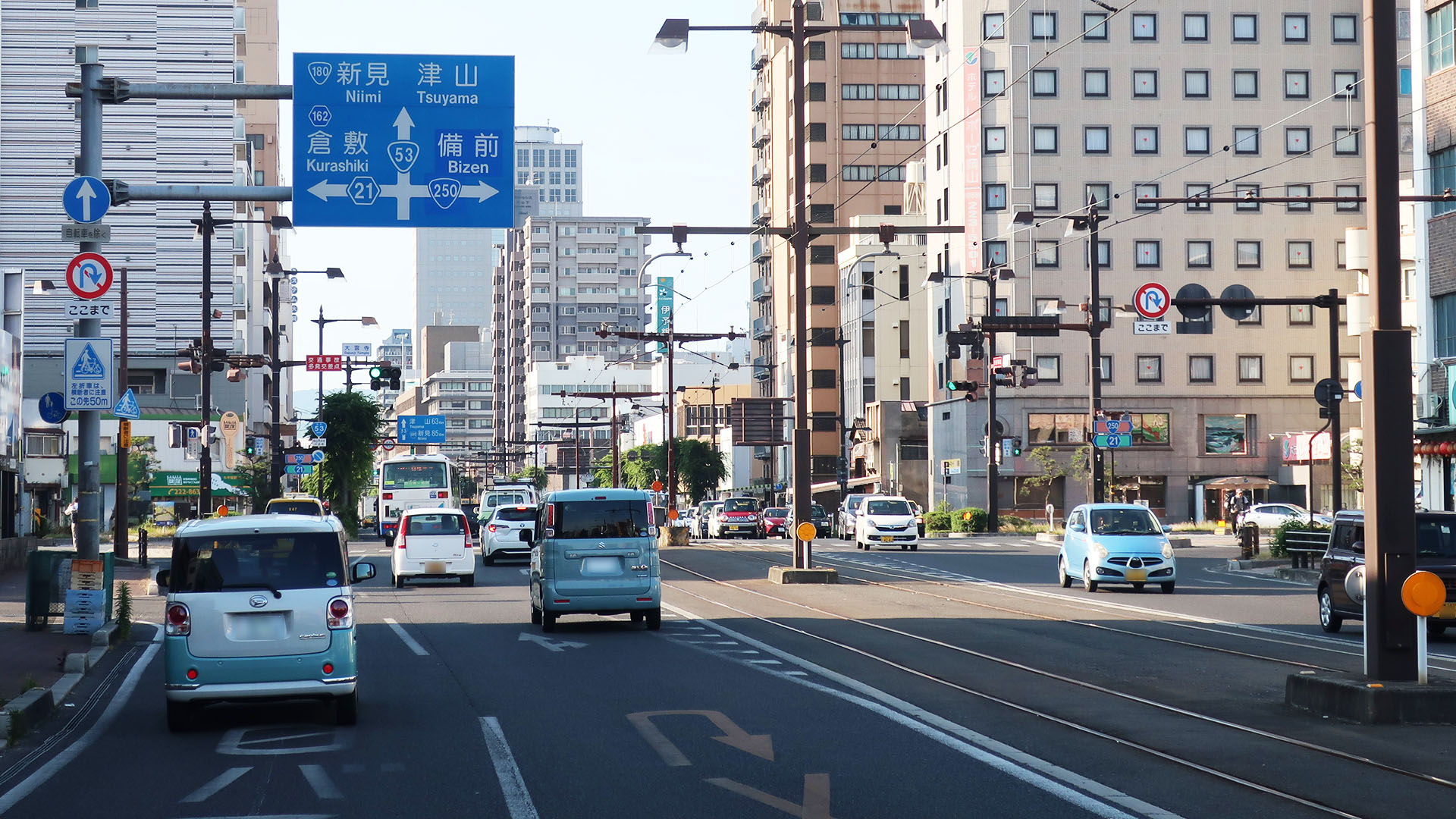
国道53号 起点
岡山県岡山市北区 大雲寺交差点

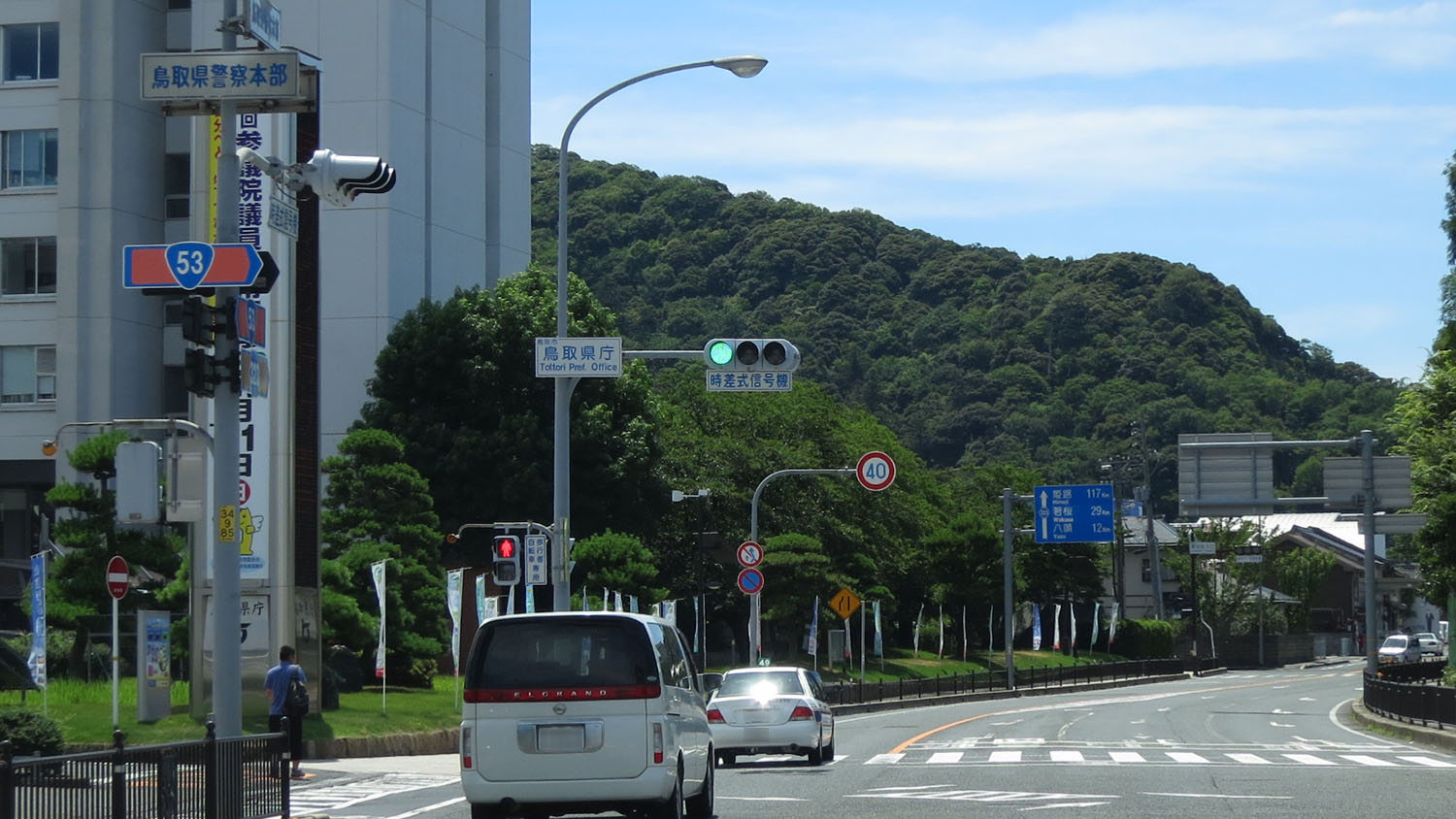
国道53号 終点
鳥取県鳥取市
鳥取県庁・鳥取県警察本部交差点

国道53号（こくどう53ごう）は、岡山県岡山市北区から鳥取県鳥取市に至る一般国道である。

## 概要
中国地方の瀬戸内海側地域である山陽と、日本海側地域である山陰を結ぶ陰陽連絡路線（陰陽連絡国道）の一つ。岡山・鳥取両県庁所在地間を結ぶ。

### 路線データ
一般国道の路線を指定する政令に基づく起終点および重要な経過地は次のとおり。
- 起点：岡山市（北区南中央町、大雲寺交差点 = 国道30号・国道180号起点・国道250号終点）
- 終点：鳥取市（西町、鳥取県庁・鳥取県警察本部交差点 = 国道53号別線・国道373号本線・国道373号別線終点）[注釈 2][3]
- 重要な経過地：岡山県御津郡建部町[注釈 3]、津山市、鳥取県八頭郡智頭町、同郡用瀬町[注釈 4]
- 総延長 : 146.6 km（鳥取県 52.7 km、岡山県 55.9 km、岡山市 38.1 km）重用延長を含む。[4][注釈 5]
- 重用延長 : 6.7 km（鳥取県 6.7 km、岡山県 - km、岡山市 - km）[4][注釈 5]
- 未供用延長 : なし[4][注釈 5]
- 実延長 : 139.9 km（鳥取県 46.0 km、岡山県 55.9 km、岡山市 38.1 km）[4][注釈 5]
  - 現道 : 138.1 km（鳥取県 46.0 km、岡山県 54.0 km、岡山市 38.1 km）[4][注釈 5]
  - 旧道 : なし[4][注釈 5]
  - 新道 : 1.8 km（鳥取県 - km、岡山県 1.8 km、岡山市 - km）[4][注釈 5]
- 改良率：100 %（延長 : 139.9 km）[4][注釈 5]
- 整備率：78.0 %（延長 : 109.2 km）[4][注釈 5]
- 歩道設置延長：124.9 km [4][注釈 5]
- 指定区間：岡山市北区南中央町2番129 - 鳥取市西町一丁目101番（全線）[5]

## 歴史

### 年表
- 1953年（昭和28年）5月18日 - 二級国道179号岡山鳥取線（岡山県岡山市 - 鳥取県鳥取市）が制定される。[6]
- 1963年（昭和38年）4月1日 - 一級国道53号（岡山県岡山市 - 鳥取県鳥取市）に昇格する。

国道179号は二級国道姫路倉吉線（兵庫県姫路市 - 鳥取県東伯郡羽合町（現： 湯梨浜町））に移行し、岡山県津山市では新旧179号が重複することになる。
- 1965年（昭和40年）4月1日 - 一般国道53号（岡山県岡山市 - 鳥取県鳥取市）となる。
- 1971年（昭和46年）9月24日[1] - 黒尾トンネルと馬桑ループ橋の完成により、全線開通[8]。

## 路線状況
岡山県では岡山市北区 - 津山市のうち、後述の岡山北バイパス以北はほとんどの区間で追い越し禁止、片側一車線の対面通行となっている。岡山市街から津山市街に至る大部分が地域高規格道路の計画路線として空港津山道路の一部に、候補路線として岡山空港道路の一部に指定されており、路線の高規格化が予定されている。
鳥取県では通行料無料の鳥取自動車道（智頭IC - 鳥取IC）や鳥取環状道路（鳥取市）と並行し、これらの高規格道路の受け皿道路の役割を担う。

### 愛称
岡山県
- 柳川筋 （岡山市北区）

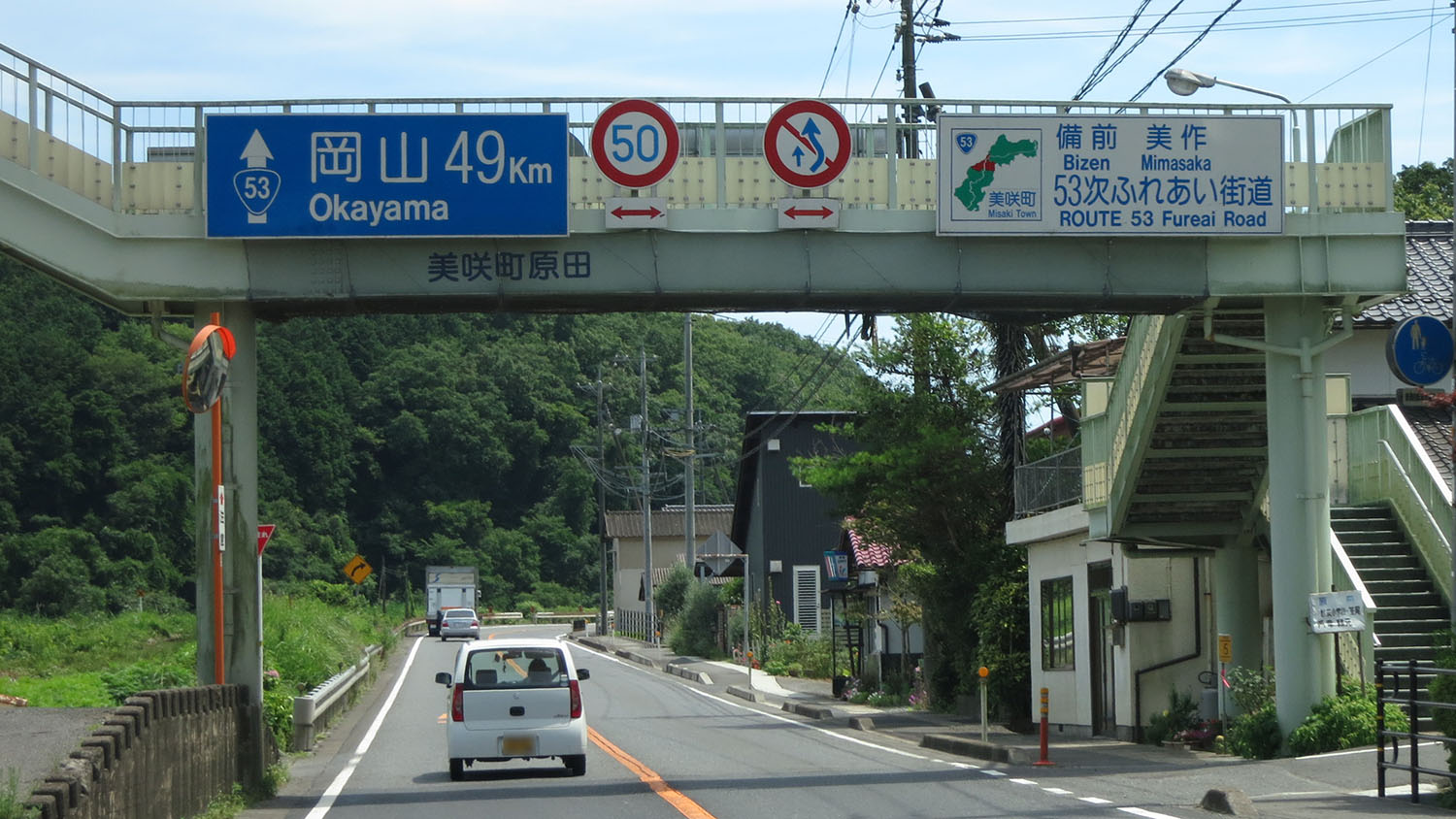
「備前・美作五十三次ふれあい街道」の標識
岡山県久米郡美咲町原田

  - 岡山市街の「大雲寺交差点」 - 「番町交差点」を結ぶ延長約 1.7 km の区間。1984年（昭和59年）度実施の岡山市第1回道路愛称募集において命名。[10]
- 国体筋 （岡山市北区）
  - 岡山市街の「清心町交差点」 - 「学南町交差点」を結ぶ延長約 1.2 km の区間。2005年（平成17年）度実施の岡山市第3回道路愛称募集において命名。[10]
- 備前・美作五十三次ふれあい街道 （岡山市北区 - 勝田郡奈義町）
  - 岡山市北区御津地域中山（旧岡山市境） - 勝田郡奈義町馬桑（鳥取県境）を結ぶ区間[11]。1994年（平成6年）1月に設立された津山市，御津郡御津町・建部町，久米郡久米南町・中央町，勝田郡勝北町・奈義町の1市6町と建設省岡山国道工事事務所（いずれも当時）で構成する「国道53号グレードアップ委員会」[注釈 6]が本国道を全国にPRするために愛称を公募し、1994年（平成6年）度に命名[12]。

### 通称としてのバイパス

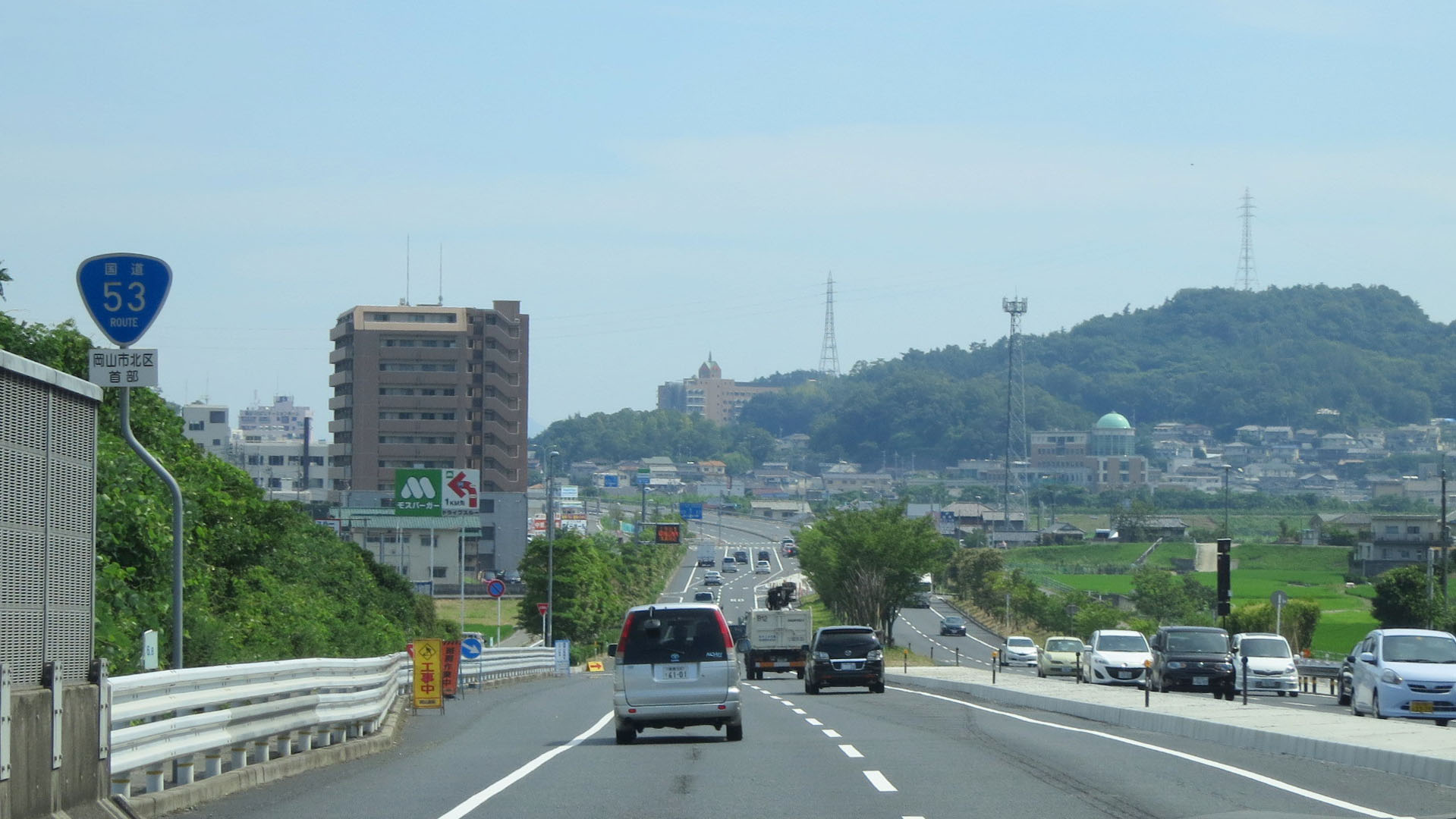
岡山北バイパス
岡山県岡山市北区首部

岡山県
- 岡山北バイパス （岡山市北区）

岡山市北区の津島 - 御津中山を結ぶ延長約 10.5 km の区間 で、岡山空港道路および空港津山道路の一部。現在も国土交通省の事業名として用いられる。旧道は岡山市道301000197号伊島町二丁目吉宗線となる。
- 金川バイパス （岡山市北区）

岡山市北区御津金川の延長 1.9 km の区間。1996年（平成8年）8月8日に開通。旧道は岡山県道31号高梁御津線の一部および岡山市道413583020号御津金川20号線となる。
鳥取県
- 河原バイパス （鳥取市）

鳥取市の河原町福和田 - 円通寺を結ぶ延長 5.5 km の区間で、事業名は「河原道路」。2001年（平成13年）3月17日に全線開通。旧道は鳥取県道32号郡家鹿野気高線の一部および鳥取県道298号袋河原八坂線となる。

### 別線としてのバイパス
岡山県
- 津山南道路（久米郡美咲町 - 津山市） 〈未供用〉

久米郡美咲町打穴中と津山市平福を結ぶ延長 5.4 kmの新道で、空港津山道路の一部。2002年（平成11年）度から事業化。
- 津山バイパス（津山市）

津山市の皿 - 二宮を結ぶ延長 1.6 km の新道で、空港津山道路の一部。2003年（平成15年）2月23日全線開通。
鳥取県
- 鳥取南バイパス（鳥取市）

国道53号（国道373号重複）バイパスとして建設されたが、津ノ井バイパスの開通に伴い国道29号の道路区域に編入され、案内標識や一般の道路地図では国道29号と表示されている。しかし、国道29号への編入時に国道53号と国道373号の道路区域からは除外されておらず、3路線の重用区間となっている。その一方で旧国道29号の鳥取県庁前-秋里交差点間は国道53号に編入された。

### 重複区間
- 岡山県

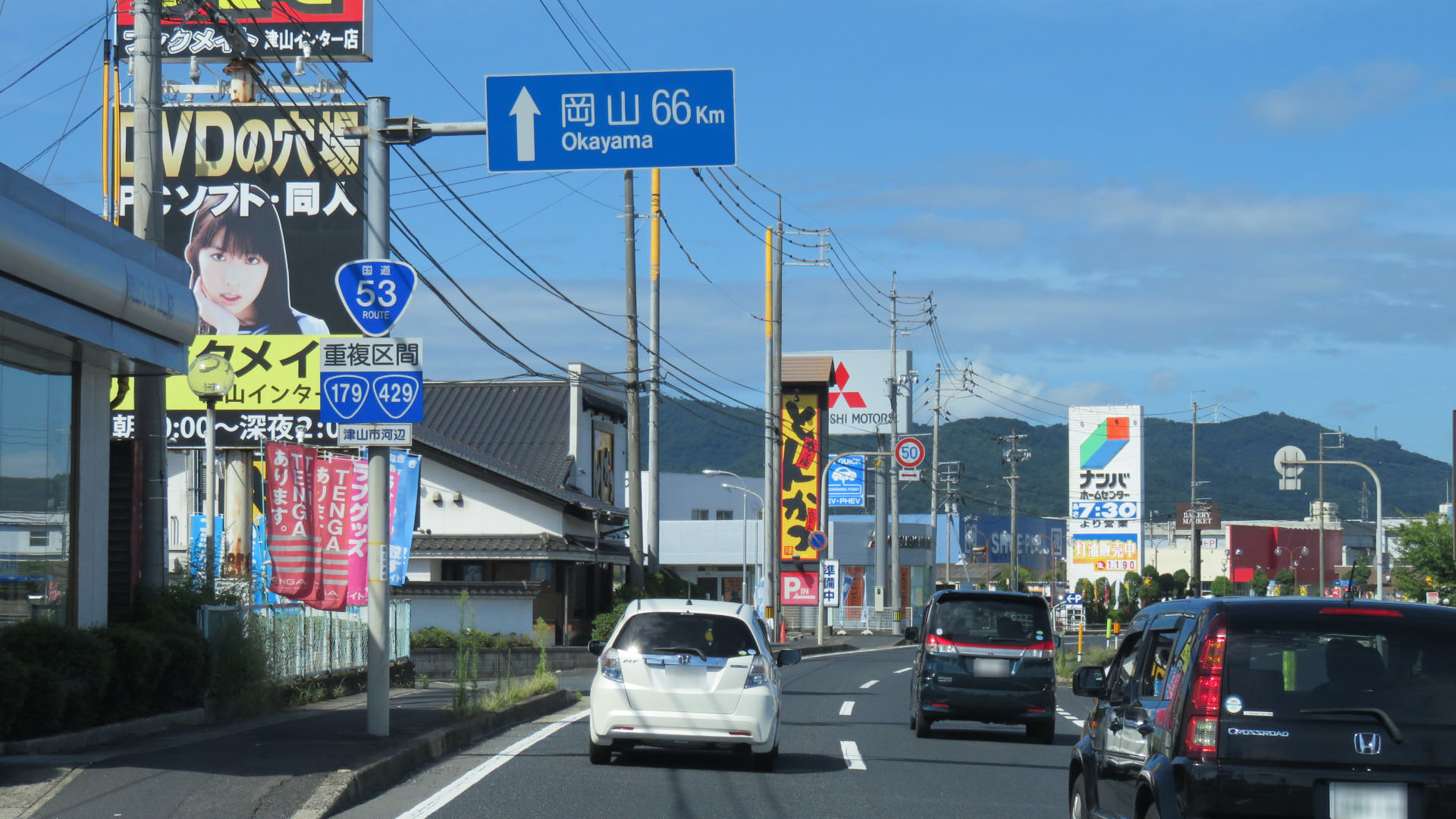
国道179号・国道429号との重複
岡山県津山市河辺

  - 国道180号（岡山市北区東中央町・大雲寺交差点（起点） - 岡山市北区清心町・清心町交点）
  - 国道429号（津山市高尾・高尾交差点 - 津山市高野本郷・高野交差点）
  - 国道179号（津山市津山口・一方交差点 - 津山市河辺・新河辺交差点）
- 鳥取県
  - 国道373号（八頭郡智頭町智頭・智頭宿交差点[20]」 - 鳥取市西町1丁目・鳥取県庁交差点
  - 国道373号（鳥取市叶1丁目・吉成交差点 - 鳥取市南隈・南隈交差点 - 鳥取市秋里・秋里交差点 - 鳥取市西町1丁目・鳥取県庁交差点＝鳥取南バイパス、鳥取バイパス、別線）
  - 国道482号（鳥取市用瀬町用瀬・用瀬橋交差点 - 用瀬町鷹狩・鷹狩駅交差点）
  - 国道29号（鳥取市叶1丁目・吉成交差点 - 鳥取市秋里・秋里交差点＝鳥取南バイパス、鳥取バイパス）
  - 国道9号（鳥取市南隈・南隈交差点 - 鳥取市秋里・秋里交差点＝鳥取バイパス）

### 道路施設

#### 主な橋梁
岡山県
- 鹿瀬橋 （岡山市北区）

竣工：1984年3月、延長 ：272ｍ、幅員：11.5ｍ、制限速度：60 km/h
- 今津屋橋 （津山市）

竣工：1965年、延長 ：134ｍ、幅員：16ｍ、制限速度：40 km/h
- 新兼田橋 （津山市）

竣工：1970年8月、制限速度：50 km/h
- 加茂川橋 （津山市）

制限速度：50 km/h
- 新桜橋 （津山市）

制限速度：50 km/h
- 馬桑ループ橋[8] （勝田郡奈義町）

勝田郡奈義町馬桑にある高低差 40 m の一回転ループを形成する橋。1971年（昭和46年）9月24日に開通。完成により本国道は全線開通となる。
竣工：1971年9月、延長 ：180.0ｍ、幅員：12.0ｍ、制限速度：40 km/h
鳥取県
- 那岐大橋 （八頭郡智頭町）

竣工：1970年、延長 ：265.0ｍ、幅員：8.3ｍ、制限速度：50 km/h
- 新片山橋 （鳥取市）

竣工：2001年1月、延長 ：244.0ｍ、幅員：12.8ｍ、制限速度：60 km/h
- 袋河原橋 （鳥取市）

竣工：2001年1月、延長 ：326.0ｍ、幅員：12.8ｍ、制限速度：60 km/h
- 新円通寺橋 （鳥取市）

竣工：1996年2月、延長 ：429.0ｍ、幅員：12.2ｍ、制限速度：60 km/h

#### トンネル
岡山県
- 辛香隧道 （岡山市北区）（北緯34度44分52.1秒 東経133度54分59.3秒 / 北緯34.747806度 東経133.916472度）

竣工：1967年、延長 ：330.0ｍ、幅員：8.50ｍ、制限速度：60 km/h
- 建部トンネル （岡山市北区）（北緯34度51分36.9秒 東経133度54分38.5秒 / 北緯34.860250度 東経133.910694度）

竣工：2012年10月、延長 ：581.0ｍ、制限速度：60 km/h
岡山市北区の建部町大田 - 建部町福渡を結ぶ延長 581.0 m のトンネル。「大田防災事業」として整備。2012年（平成24年）10月9日に開通。
- 奈義トンネル （勝田郡奈義町）（北緯35度8分25.4秒 東経134度12分43.1秒 / 北緯35.140389度 東経134.211972度）

竣工：1968年、延長：614.0ｍ、幅員：8.50ｍ、制限速度：60 km/h
岡山県・鳥取県 （県境）
- 黒尾トンネル （勝田郡奈義町 - 八頭郡智頭町）（北緯35度11分21.5秒 東経134度12分16.8秒 / 北緯35.189306度 東経134.204667度）

竣工：1969年、延長：843.0ｍ、幅員：8.20ｍ、制限速度：50 km/h
勝田郡奈義町馬桑 - 八頭郡智頭町奥本を結ぶ県境トンネル。1971年（昭和46年）9月24日に開通。完成により本国道は全線開通となる。
鳥取県
- 奥本トンネル（北緯35度11分44.4秒 東経134度12分6.1秒 / 北緯35.195667度 東経134.201694度）

竣工：1969年、延長：66.0ｍ、幅員：9.40ｍ、制限速度：50 km/h
- 智頭トンネル （八頭郡智頭町）（北緯35度17分34.3秒 東経134度13分18.3秒 / 北緯35.292861度 東経134.221750度）

竣工：1969年12月、延長：783.5 m、幅員：7.75 m、高さ：4.5 m、制限速度：50 km/h
八頭郡智頭町市瀬にある延長 783.5 m のトンネル。空間高不足によりISO規格海上コンテナ通行支障区間。
- 高福トンネル （鳥取市）（北緯35度23分1.5秒 東経134度12分6.2秒 / 北緯35.383750度 東経134.201722度）

竣工：1983年、延長：473.2ｍ、幅員：9.50ｍ、制限速度：50 km/h

#### 道の駅
- 岡山県
  - くめなん（久米郡久米南町）
- 鳥取県
  - 清流茶屋 かわはら（鳥取市）

### 事前通行規制区間
岡山県
- 岡山市北区御津草生 - 岡山市北区御津鹿瀬（規制基準雨量 200 mm）[24]

## 地理

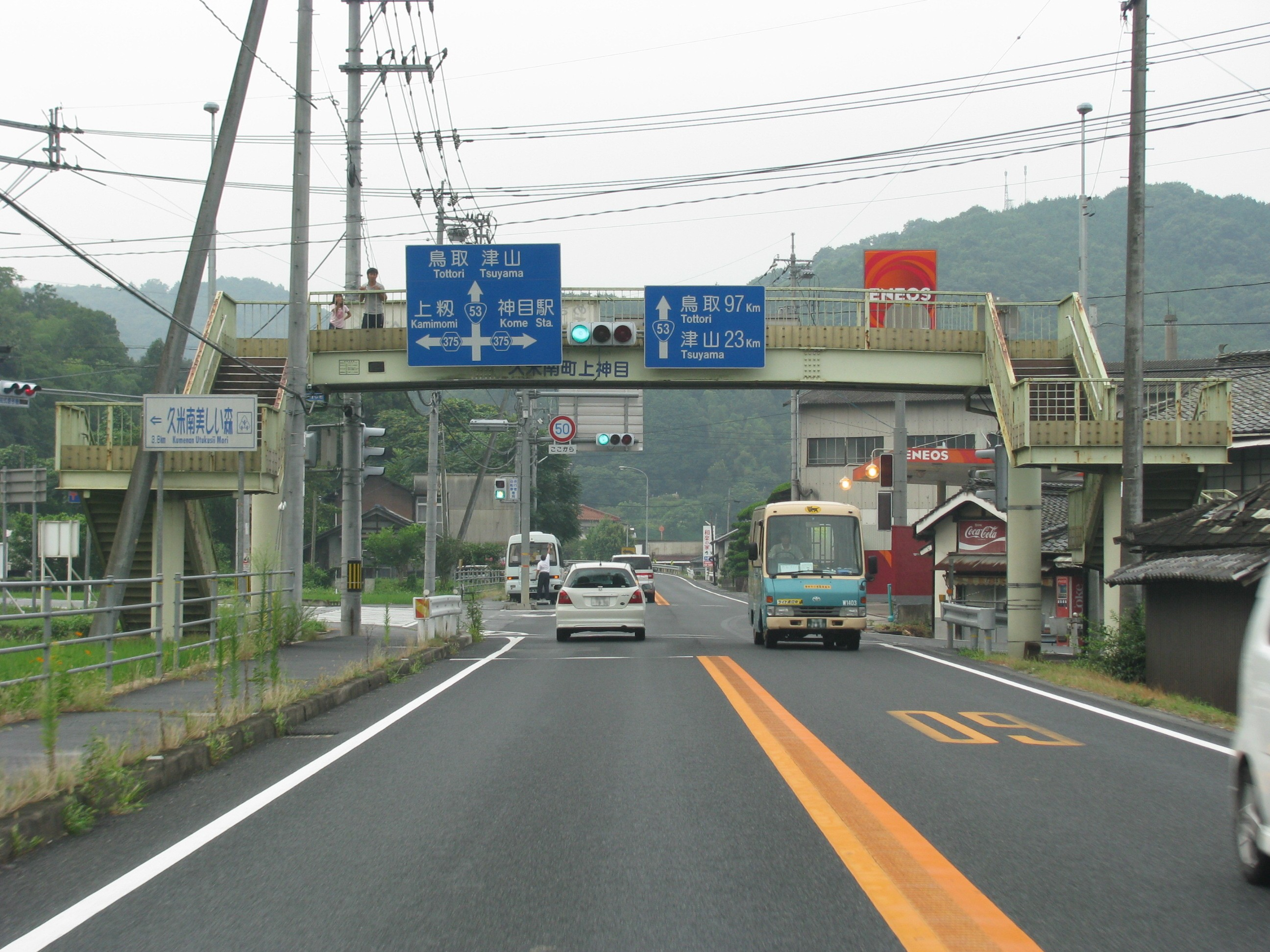
岡山県久米郡久米南町
（2010年8月）

### 通過する自治体
- 岡山県
  - 岡山市（北区） - 久米郡久米南町 - 久米郡美咲町 - 津山市 - 勝田郡奈義町
- 鳥取県
  - 八頭郡智頭町 - 鳥取市

### 交差する道路

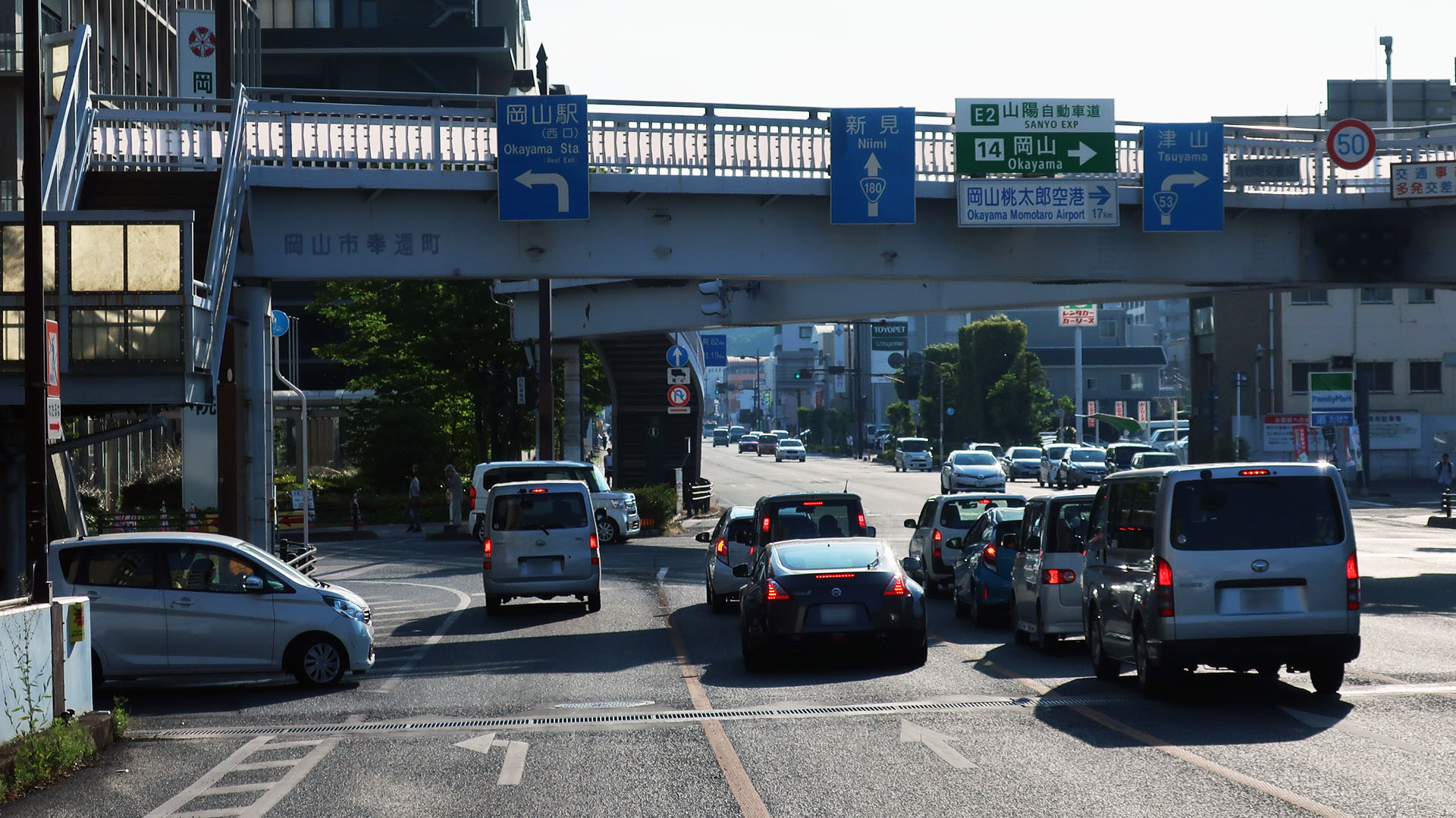
国道180号への分岐
岡山県岡山市北区奉還町

| 交差する道路                                                                                  | 都道府県名 | 市町村名 | 市町村名 | 交差する場所    | 交差する場所                  |
| --------------------------------------------------------------------------------------------- | ---------- | -------- | -------- | --------------- | ----------------------------- |
| 国道30号 国道180号 重複区間起点 国道250号 岡山県道21号岡山児島線                              | 岡山県     | 岡山市   | 北区     | 東中央町        | 大雲寺交差点 / 起点           |
| 岡山県道27号岡山吉井線 重複区間起点 岡山県道42号岡山停車場線                                  | 岡山県     | 岡山市   | 北区     | 野田屋町1丁目   | 柳川交差点                    |
| 岡山県道27号岡山吉井線 重複区間終点 岡山県道402号原尾島番町線                                 | 岡山県     | 岡山市   | 北区     | 弓之町          | 番町交差点                    |
| 国道180号 重複区間終点                                                                        | 岡山県     | 岡山市   | 北区     | 清心町          | 清心町交差点                  |
| 岡山県道・兵庫県道96号岡山赤穂線                                                              | 岡山県     | 岡山市   | 北区     | 学南町2丁目     | 学南町交差点                  |
| 岡山県道700号岡山総社自転車道線 重複区間起点 岡山市道101000106号いずみ町青江線                | 岡山県     | 岡山市   | 北区     | 伊島町2丁目     | 津島交差点                    |
| 岡山県道700号岡山総社自転車道線 重複区間終点 岡山市道301000197号伊島町二丁目吉宗線            | 岡山県     | 岡山市   | 北区     | 伊島町2丁目     | 伊島北町交差点                |
| 岡山県道700号岡山総社自転車道線 重複区間起点                                                  | 岡山県     | 岡山市   | 北区     | 伊島町2丁目     |                               |
| 岡山県道700号岡山総社自転車道線 重複区間終点                                                  | 岡山県     | 岡山市   | 北区     | 伊島北町        | 岡山中央病院前交差点          |
| 岡山県道700号岡山総社自転車道線 岡山市道101000108号万成西町津島京町線                         | 岡山県     | 岡山市   | 北区     | 津島京町1丁目   | 津島京町交差点                |
| 岡山県道238号上芳賀岡山線                                                                     | 岡山県     | 岡山市   | 北区     | 首部（）        | 首部橋西交差点                |
| E2 山陽自動車道                                                                               | 岡山県     | 岡山市   | 北区     | 富原            | 14 岡山IC                     |
| 岡山県道72号岡山賀陽線                                                                        | 岡山県     | 岡山市   | 北区     | 田益            |                               |
| 岡山県道237号日応寺栢谷線                                                                     | 岡山県     | 岡山市   | 北区     | 栢谷（）        |                               |
| 岡山市道301000197号伊島町二丁目吉宗線                                                         | 岡山県     | 岡山市   | 北区     | 吉宗            | 吉宗交差点                    |
| 岡山県道386号津高法界院停車場線                                                               | 岡山県     | 岡山市   | 北区     | 吉宗            | 金山口交差点                  |
| 岡山市道313000006号御津中山菅野1号線                                                          | 岡山県     | 岡山市   | 北区     | 御津中山        |                               |
| 岡山県道81号東岡山御津線 岡山県道218号玉柏野々口線                                            | 岡山県     | 岡山市   | 北区     | 御津野々口      | かつらぎ橋交差点              |
| 岡山県道61号妹尾御津線                                                                        | 岡山県     | 岡山市   | 北区     | 御津宇垣        | 宇垣交差点                    |
| 岡山県道31号高梁御津線                                                                        | 岡山県     | 岡山市   | 北区     | 御津宇垣        | 宇垣北交差点                  |
| 岡山市道413583020号御津金川20号線                                                             | 岡山県     | 岡山市   | 北区     | 御津金川        | 金川交差点                    |
| 岡山県道53号御津佐伯線                                                                        | 岡山県     | 岡山市   | 北区     | 御津金川        | 金川大橋交差点                |
| 岡山県道453号宮地鹿瀬線                                                                       | 岡山県     | 岡山市   | 北区     | 御津鹿瀬（）    |                               |
| 岡山県道457号吉田御津線                                                                       | 岡山県     | 岡山市   | 北区     | 建部町吉田      | 土師方口（）交差点            |
| 岡山県道211号建部停車場線                                                                     | 岡山県     | 岡山市   | 北区     | 建部町吉田      | なかよし橋交差点              |
| 国道484号                                                                                     | 岡山県     | 岡山市   | 北区     | 建部町大田（）  | 大田交差点                    |
| 岡山県道71号建部大井線 / 八幡歩道橋                                                           | 岡山県     | 岡山市   | 北区     | 建部町福渡      | 福渡交差点                    |
| 岡山県道71号建部大井線                                                                        | 岡山県     | 岡山市   | 北区     | 建部町福渡      |                               |
| 岡山県道423号福渡停車場線                                                                     | 岡山県     | 岡山市   | 北区     | 建部町福渡      |                               |
| 岡山県道30号落合建部線                                                                        | 岡山県     | 岡山市   | 北区     | 建部町川口      | 川口交差点                    |
| 岡山県道375号上籾神目停車場線                                                                 | 岡山県     | 久米郡   | 久米南町 | 上神目（）      | 上神目交差点                  |
| 岡山県道52号勝央仁堀中線 重複区間起点 岡山県道265号周匝久米南線                               | 岡山県     | 久米郡   | 久米南町 | 上二ヶ（）      | 全間（）交差点                |
| 岡山県道373号栃原久米南線                                                                     | 岡山県     | 久米郡   | 久米南町 | 下弓削          | 厨橋（）交差点                |
| 岡山県道52号勝央仁堀中線 重複区間終点                                                         | 岡山県     | 久米郡   | 久米南町 | 上弓削          | 上弓削交差点                  |
| 岡山県道376号上籾誕生寺停車場線                                                               | 岡山県     | 久米郡   | 久米南町 | 南庄            | 南庄交差点                    |
| 岡山県道352号大戸上中央線                                                                     | 岡山県     | 久米郡   | 美咲町   | 原田            | 亀甲（）交差点                |
| 岡山県道159号久米中央線                                                                       | 岡山県     | 久米郡   | 美咲町   | 打穴中（）      | 打穴中交差点                  |
| 国道429号 重複区間起点                                                                        | 岡山県     | 津山市   | 津山市   | 高尾            | 高尾交差点                    |
| 岡山県道449号押淵皿線                                                                         | 岡山県     | 津山市   | 津山市   | 皿              | 津山市皿南交差点              |
| 国道53号 / 津山バイパス                                                                       | 岡山県     | 津山市   | 津山市   | 皿              | 津山市皿交差点                |
| 国道179号 重複区間起点                                                                        | 岡山県     | 津山市   | 津山市   | 津山口          | 一方（）交差点                |
| 岡山県道68号津山加茂線                                                                        | 岡山県     | 津山市   | 津山市   | 昭和町2丁目     |                               |
| 岡山県道394号大篠津山停車場線 重複区間起点                                                    | 岡山県     | 津山市   | 津山市   | 大谷            | 津山駅前交差点                |
| 岡山県道26号津山柵原線                                                                        | 岡山県     | 津山市   | 津山市   | 横山            | 南町交差点                    |
| 岡山県道394号大篠津山停車場線 重複区間終点 岡山県道452号小原船頭線                            | 岡山県     | 津山市   | 津山市   | 船頭町          | 船頭交差点                    |
| 岡山県道350号西吉田川崎線                                                                     | 岡山県     | 津山市   | 津山市   | 川崎            | 川崎西交差点                  |
| 岡山県道345号上横野兼田線 重複区間起点                                                        | 岡山県     | 津山市   | 津山市   | 川崎            |                               |
| 岡山県道477号金屋国分寺線                                                                     | 岡山県     | 津山市   | 津山市   | 国分寺          | 国分寺交差点                  |
| 国道179号 重複区間終点 国道374号 岡山県道345号上横野兼田線 重複区間終点                       | 岡山県     | 津山市   | 津山市   | 河辺（）        | 新河辺交差点                  |
| E2A 中国自動車道                                                                              | 岡山県     | 津山市   | 津山市   | 河辺            | 津山インター交差点 13 津山IC  |
| 国道429号 重複区間終点                                                                        | 岡山県     | 津山市   | 津山市   | 高野本郷        | 高野交差点                    |
| 岡山県道346号下高倉西高野本郷線                                                               | 岡山県     | 津山市   | 津山市   | 高野本郷        |                               |
| 岡山県道347号田熊高野停車場線                                                                 | 岡山県     | 津山市   | 津山市   | 高野本郷        | 高野駅前交差点                |
| 岡山県道・鳥取県道6号津山智頭八東線                                                           | 岡山県     | 津山市   | 津山市   | 野村            | 野村交差点                    |
| 津山広域農道 / 作州街道 重複区間起点                                                          | 岡山県     | 津山市   | 津山市   | 野村            | 野村東交差点                  |
| 津山広域農道 / 作州街道 重複区間終点                                                          | 岡山県     | 津山市   | 津山市   | 楢              |                               |
| 岡山県道348号堀坂勝北線 岡山県道415号工門勝央線                                               | 岡山県     | 津山市   | 津山市   | 新野東          | 工門（）交差点                |
| 岡山県道67号勝央勝北線 岡山県道450号三浦勝北線                                                | 岡山県     | 津山市   | 津山市   | 日本原（）      | 日本原交差点                  |
| 岡山県道51号美作奈義線                                                                        | 岡山県     | 勝田郡   | 奈義町   | 広岡            |                               |
| 岡山県道353号石生奈義線                                                                       | 岡山県     | 勝田郡   | 奈義町   | 豊沢            | 豊沢交差点                    |
| 岡山県道356号行方勝田線                                                                       | 岡山県     | 勝田郡   | 奈義町   | 行方（）        |                               |
| 鳥取県道296号西谷那岐停車場線 重複区間起点                                                    | 鳥取県     | 八頭郡   | 智頭町   | 真鹿野（）      |                               |
| 鳥取県道296号西谷那岐停車場線 重複区間終点                                                    | 鳥取県     | 八頭郡   | 智頭町   | 慶所（）        |                               |
| 鳥取県道215号土師停車場線                                                                     | 鳥取県     | 八頭郡   | 智頭町   | 埴師（）        | 埴師交差点                    |
| 岡山県道・鳥取県道6号津山智頭八東線 重複区間起点                                              | 鳥取県     | 八頭郡   | 智頭町   | 智頭            | あたご橋交差点                |
| 国道373号 重複区間起点 岡山県道・鳥取県道6号津山智頭八東線 重複区間終点                       | 鳥取県     | 八頭郡   | 智頭町   | 智頭            | 智頭宿交差点                  |
| 鳥取県道40号智頭用瀬線                                                                        | 鳥取県     | 八頭郡   | 智頭町   | 智頭            |                               |
| E29 鳥取自動車道                                                                              | 鳥取県     | 八頭郡   | 智頭町   | 市瀬（）        | 5 智頭IC                      |
| 岡山県道・鳥取県道118号加茂用瀬線                                                             | 鳥取県     | 鳥取市   | 鳥取市   | 用瀬町安蔵（）  | 安蔵交差点                    |
| 鳥取県道174号用瀬停車場線                                                                     | 鳥取県     | 鳥取市   | 鳥取市   | 用瀬町古用瀬    |                               |
| 国道482号 重複区間起点                                                                        | 鳥取県     | 鳥取市   | 鳥取市   | 用瀬町用瀬      | 用瀬橋交差点                  |
| 国道482号 重複区間終点 鳥取県道49号鳥取河原用瀬線                                             | 鳥取県     | 鳥取市   | 鳥取市   | 用瀬町鷹狩      | 鷹狩駅交差点                  |
| 鳥取県道195号鷹狩渡一木線                                                                     | 鳥取県     | 鳥取市   | 鳥取市   | 河原町釜口（）  |                               |
| 鳥取県道214号国英停車場線                                                                     | 鳥取県     | 鳥取市   | 鳥取市   | 河原町釜口      |                               |
| 鳥取県道232号八日市釜口線                                                                     | 鳥取県     | 鳥取市   | 鳥取市   | 河原町釜口      |                               |
| 鳥取県道231号本鹿高福線                                                                       | 鳥取県     | 鳥取市   | 鳥取市   | 河原町高福      |                               |
| E29 鳥取自動車道 鳥取県道324号河原インター線                                                  | 鳥取県     | 鳥取市   | 鳥取市   | 河原町高福      | 7 河原IC                      |
| 鳥取県道32号郡家鹿野気高線                                                                    | 鳥取県     | 鳥取市   | 鳥取市   | 河原町今在家    | 河原橋東交差点                |
| 鳥取県道287号河原郡家線                                                                       | 鳥取県     | 鳥取市   | 鳥取市   | 河原町片山      | 片山交差点                    |
| 鳥取県道298号袋河原八坂線 鳥取県道500号鳥取河原自転車道線 重複                                | 鳥取県     | 鳥取市   | 鳥取市   | 河原町布袋（）  | 袋河原（）交差点              |
| E29 鳥取自動車道                                                                              | 鳥取県     | 鳥取市   | 鳥取市   | 河原町布袋      | 8 鳥取南IC                    |
| E29 鳥取自動車道                                                                              | 鳥取県     | 鳥取市   | 鳥取市   | 西円通寺        | 8 鳥取南IC                    |
| 鳥取県道298号袋河原八坂線                                                                     | 鳥取県     | 鳥取市   | 鳥取市   | 円通寺          | [ 注釈 13 ]                   |
| 鳥取県道298号袋河原八坂線                                                                     | 鳥取県     | 鳥取市   | 鳥取市   | 国安            |                               |
| 鳥取県道292号八坂鳥取停車場線                                                                 | 鳥取県     | 鳥取市   | 鳥取市   | 国安            | 八坂（）北交差点              |
| 鳥取県道226号国安桂木線 鳥取県道227号猪子国安線 鳥取県道500号鳥取河原自転車道線 重複区間起点  | 鳥取県     | 鳥取市   | 鳥取市   | 国安            | 源太橋交差点                  |
| 鳥取県道500号鳥取河原自転車道線 重複区間終点                                                  | 鳥取県     | 鳥取市   | 鳥取市   | 国安            |                               |
| 国道29号 国道53号 / 別線 国道373号 / 別線                                                     | 鳥取県     | 鳥取市   | 鳥取市   | 叶（）          | 吉成交差点                    |
| 鳥取県道26号秋里吉方線                                                                        | 鳥取県     | 鳥取市   | 鳥取市   | 天神町          | 天神町交差点                  |
| 鳥取県道21号鳥取鹿野倉吉線 鳥取県道42号鳥取河原線 重複 鳥取県道43号鳥取福部線                 | 鳥取県     | 鳥取市   | 鳥取市   | 今町2丁目       | 今町2丁目交差点               |
| 鳥取県道41号鳥取港線 鳥取市道2010109号智頭街道                                                | 鳥取県     | 鳥取市   | 鳥取市   | 今町1丁目       | 今町1丁目交差点               |
| 鳥取県道192号西町鳥取停車場線 重複区間起点 鳥取市道2011592号駅前太平線                        | 鳥取県     | 鳥取市   | 鳥取市   | 今町2丁目       | 太平線通り交差点              |
| 鳥取県道25号鳥取停車場線 鳥取県道192号西町鳥取停車場線 重複区間終点 鳥取県道291号鳥取国府線   | 鳥取県     | 鳥取市   | 鳥取市   | 末広温泉町      | 若桜街道交差点                |
| 鳥取県道184号樗谿公園線 鳥取県道193号田島片原線                                               | 鳥取県     | 鳥取市   | 鳥取市   | 片原1丁目       | 市民会館前交差点              |
| 国道53号 / 別線 国道373号 / 現道 重複区間終点 国道373号 / 別線 重複 鳥取県道323号若葉台東町線 | 鳥取県     | 鳥取市   | 鳥取市   | 西町1丁目       | 鳥取県庁交差点 / 終点         |
| 津山バイパス                                                                                  |            |          |          |                 |                               |
| 国道53号 / 現道                                                                               | 岡山県     | 津山市   | 津山市   | 皿              | 津山市皿交差点 / バイパス起点 |
| 岡山県道338号市場津山線                                                                       | 岡山県     | 津山市   | 津山市   | 二宮            | バイパス終点                  |
| 別線（鳥取南バイパス・鳥取バイパス・旧国道29号）                                              |            |          |          |                 |                               |
| 国道29号 重複区間起点 国道53号 / 現道 国道373号 / 現道 国道373号 / 別線 重複区間起点          | 鳥取県     | 鳥取市   | 鳥取市   | 叶              | 吉成交差点 / 別線起点         |
| 鳥取県道42号鳥取河原線                                                                        | 鳥取県     | 鳥取市   | 鳥取市   | 服部            | 服部交差点                    |
| E9 山陰自動車道 E29 鳥取自動車道                                                              | 鳥取県     | 鳥取市   | 鳥取市   | 菖蒲            | 鳥取IC入口交差点 9 鳥取IC     |
| 鳥取県道189号高路古海線                                                                       | 鳥取県     | 鳥取市   | 鳥取市   | 古海（）        | 古海交差点                    |
| 鳥取県道21号鳥取鹿野倉吉線                                                                    | 鳥取県     | 鳥取市   | 鳥取市   | 徳尾（）        | 国体道路交差点                |
| 鳥取県道318号伏野覚寺線                                                                       | 鳥取県     | 鳥取市   | 鳥取市   | 千代水（）1丁目 | 安長北交差点                  |
| 国道9号 重複区間起点 鳥取県道41号鳥取港線 重複区間起点                                        | 鳥取県     | 鳥取市   | 鳥取市   | 南隈（）        | 南隈交差点                    |
| 鳥取県道41号鳥取港線 重複区間終点                                                             | 鳥取県     | 鳥取市   | 鳥取市   | 南隈            |                               |
| 鳥取県道26号秋里吉方線 鳥取市道2010142号江津浜坂線                                            | 鳥取県     | 鳥取市   | 鳥取市   | 秋里            |                               |
| 国道9号 重複区間終点 国道29号 重複区間終点 鳥取県道183号鳥取砂丘線                            | 鳥取県     | 鳥取市   | 鳥取市   | 秋里            | 秋里交差点                    |
| 鳥取県道318号伏野覚寺線                                                                       | 鳥取県     | 鳥取市   | 鳥取市   | 田園町4丁目     | 丸山交差点                    |
| 鳥取県道192号西町鳥取停車場線                                                                 | 鳥取県     | 鳥取市   | 鳥取市   | 西町5丁目       | 鳥取城跡交差点                |
| 鳥取市道2010109号智頭街道                                                                     | 鳥取県     | 鳥取市   | 鳥取市   | 西町1丁目       | 裁判所交差点                  |
| 国道53号 / 現道 国道373号 / 現道 重複 国道373号 / 別線 重複区間終点 鳥取県道323号若葉台東町線 | 鳥取県     | 鳥取市   | 鳥取市   | 西町1丁目       | 鳥取県庁交差点 / 別線終点     |

### 並行する高規格道路
岡山県
- なし：

岡山空港道路および空港津山道路の並行区間は、本国道として整備されるため。
鳥取県
- E29 鳥取自動車道 （八頭郡智頭町 - 鳥取市）
- 鳥取環状道路 （鳥取市）

### 並行する鉄道
岡山県
- 岡山電気軌道清輝橋線 （岡山市北区）
- JR津山線 （岡山市北区 - 津山市）
- JR姫新線 （津山市）
- JR因美線 （津山市）

鳥取県
- JR因美線 （鳥取市 - 八頭郡智頭町） [注釈 14]

### 並行する主な河川
岡山県
- 旭川 （岡山市北区）
- 笹ヶ瀬川 （岡山市北区）
- 誕生寺川 （久米郡美咲町 - 岡山市北区） [注釈 15]
- 皿川 （久米郡美咲町 - 津山市）
- 吉井川 （津山市）
- 加茂川 （津山市）
- 馬桑川 （勝田郡奈義町）

鳥取県
- 土師川 （八頭郡智頭町）
- 千代川 （八頭郡智頭町 - 鳥取市）

### 並行する旧街道
岡山県
- 旧津山往来 （岡山市北区 - 津山市）[25]
- 旧出雲街道 （津山市）[26]
- 旧因幡道 （津山市 - 鳥取県境）[注釈 16][8]

鳥取県
- 旧備前街道 （八頭郡智頭町 - 岡山県境）[注釈 17][27]
- 旧智頭往来 （八頭郡智頭町）[注釈 18][27]
- 旧上方往来 （鳥取市 - 八頭郡智頭町）[注釈 19][28]

### 主な峠
- 岡山県
  - 辛香峠 （岡山市北区）
  - 黒尾峠 （勝田郡奈義町 - 鳥取県八頭郡智頭町）

## ギャラリー

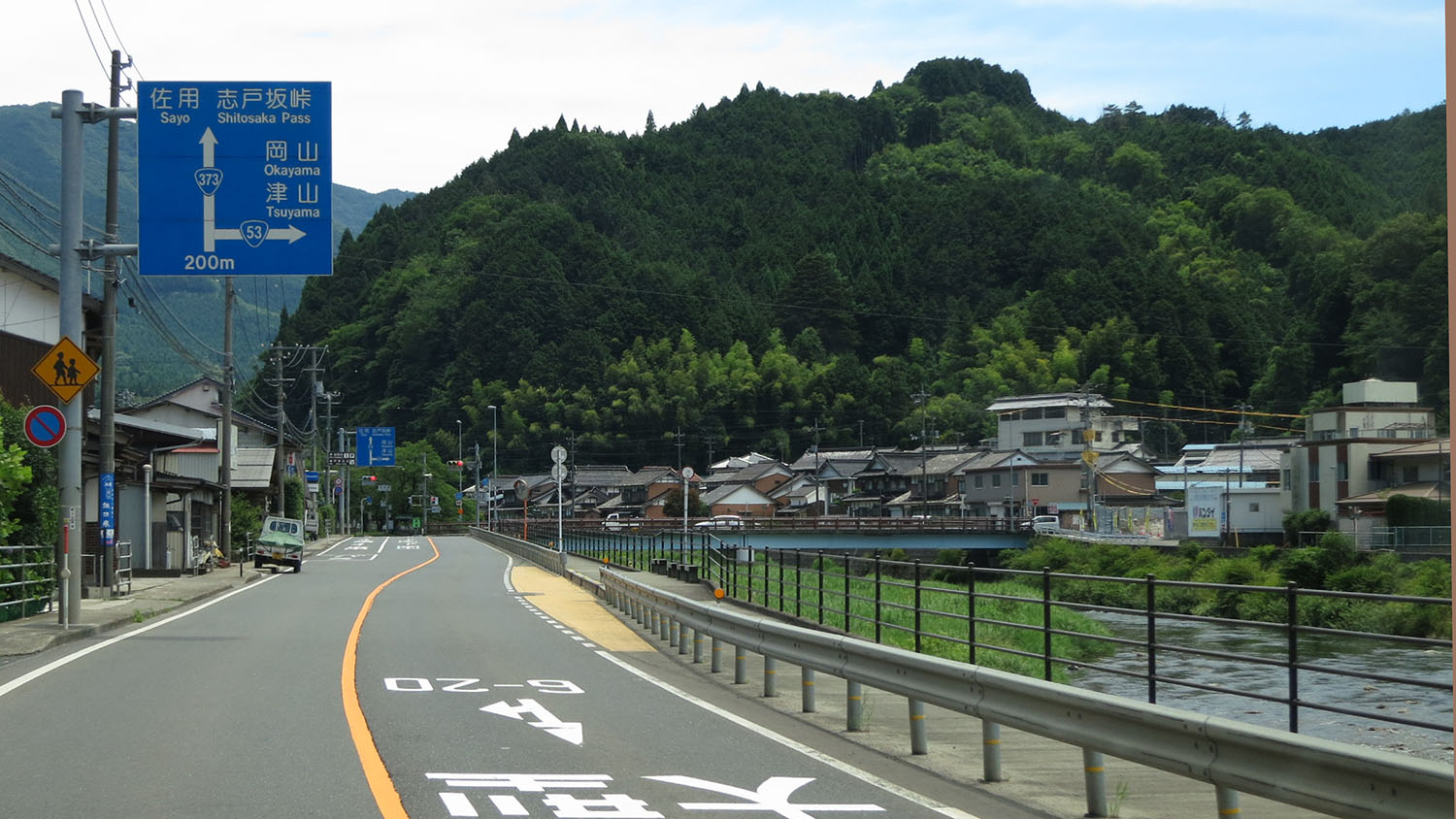
国道373号との分岐 鳥取県八頭郡智頭町
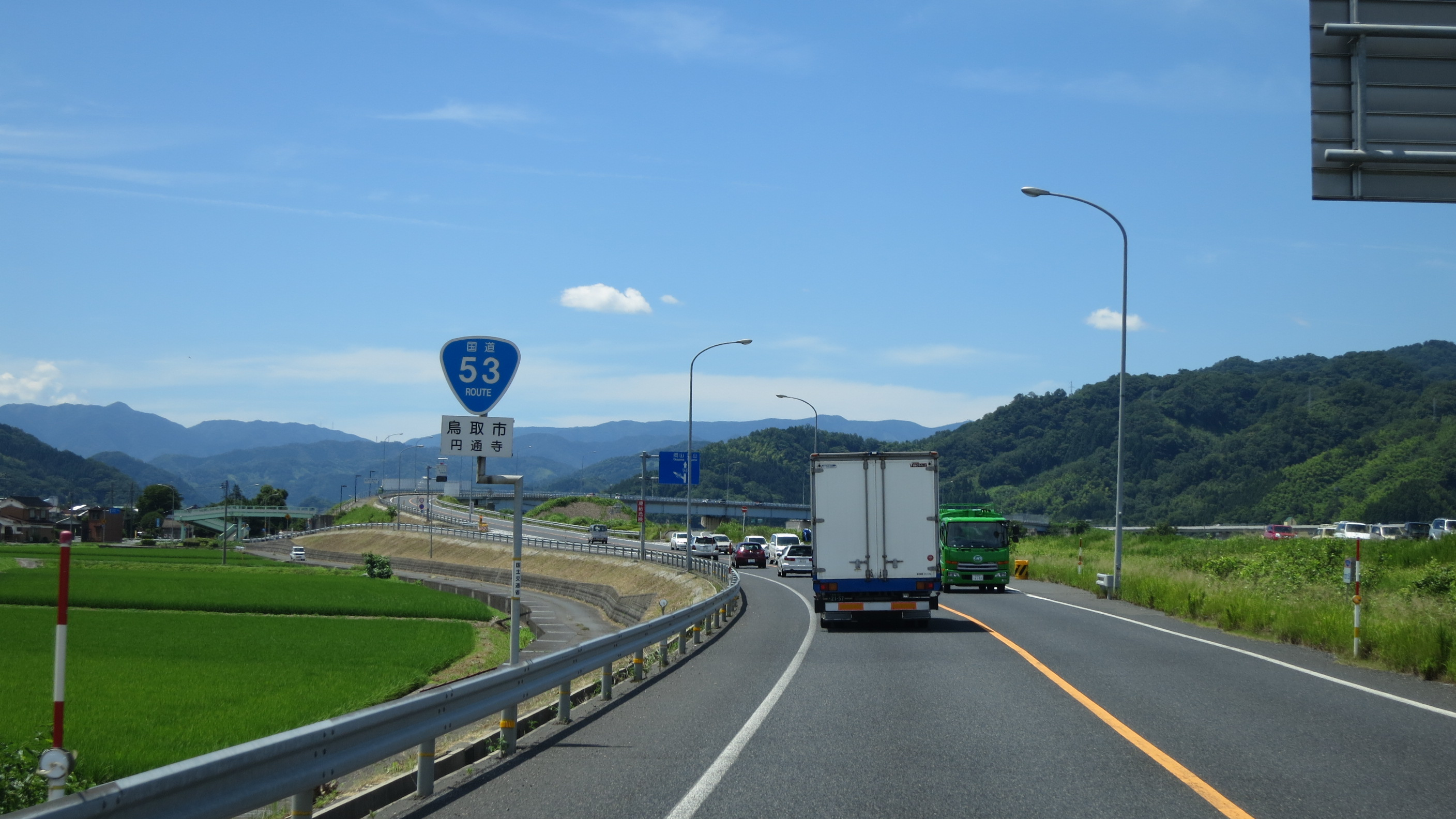
鳥取県鳥取市円通寺
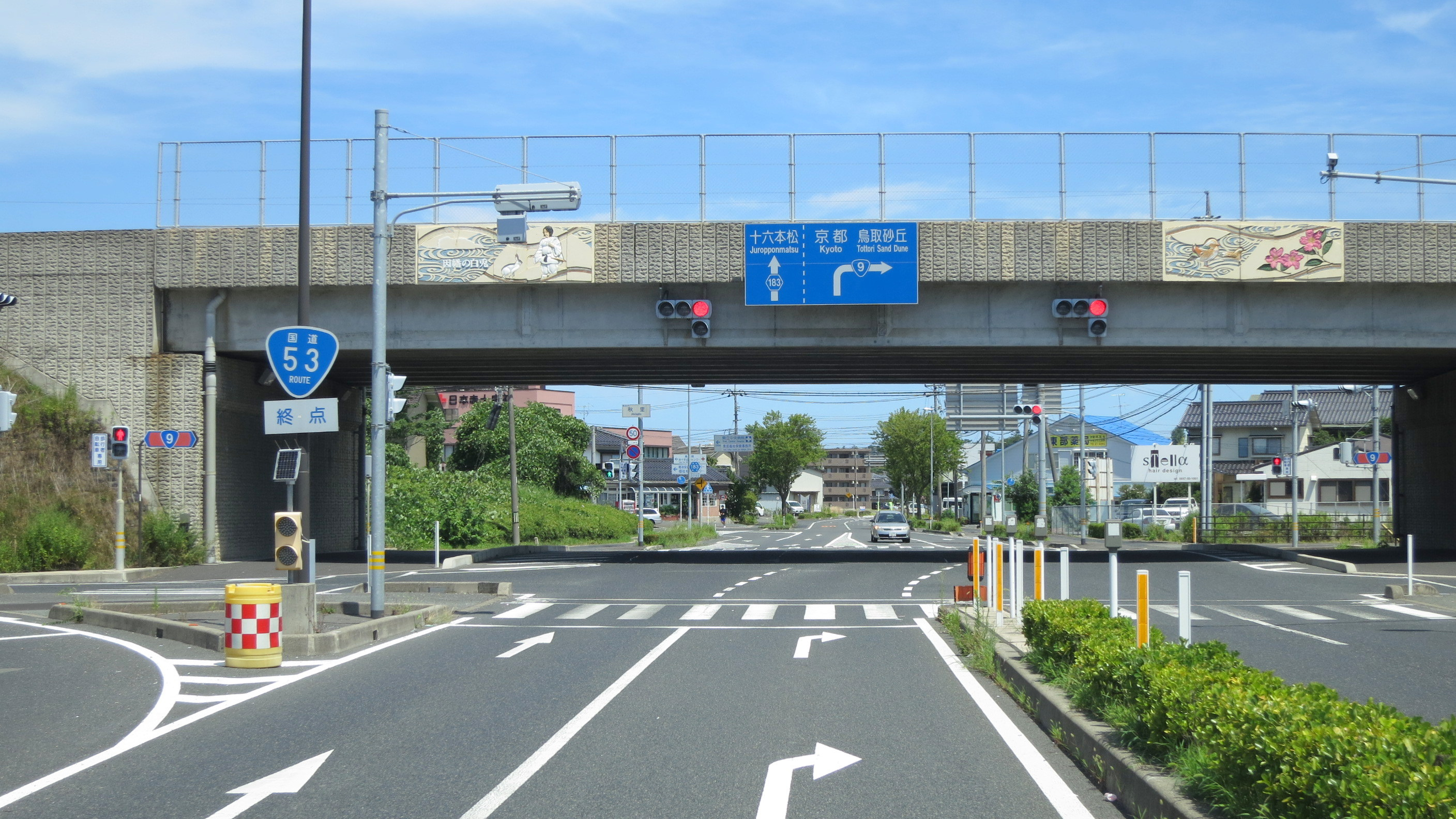
国道9号との交差 秋里交差点の終点標識
鳥取県鳥取市[注釈 20]